# ضیافت بابت
ضیافت بابــِت (دانمارکی: Babettes gæstebud) یک فیلم درام رمانتیک به کارگردانی گابریل آکسل است که در سال ۱۹۸۷ منتشر شد. از بازیگران آن می‌توان به استفان اودران، یارل کوله و بیبی آندرشون اشاره کرد.
این فیلم در سال ۱۹۸۷ میلادی، برندهٔ «جایزه اسکار بهترین فیلم خارجی‌زبان» و «جایزه بفتا بهترین فیلم غیر انگلیسی‌زبان» شد. در دانمارک هم، فیلم برندهٔ «جایزهٔ روبرت» و «جایزهٔ بودیل» شد. این فیلم همچنین نامزدِ دریافتِ «جایزهٔ گلدن گلوب» و «گران پری» (جایزهٔ انجمن منتقدانِ فیلم بلژیک) بود.
«پاپ فرانسیس» گفته است که ضیافت بابــِت، فیلمِ مورد علاقهٔ اوست.